# Българска народна музика
Българска народна музика е музикален жанр, обхващащ предназначената за представяне пред публика музика, базирана на традиционния музикален фолклор в българското землище.
Тя се формира през първата половина на XX век, възпроизвеждайки и преинтерпретирайки предмодерната, главно селска фолклорна музика, която е откъсната от първоначалните си ритуални и битови контексти. Това става в две основни направления – опити за запазване на традиционната музика във форма, максимално близка до нейния автентичен вид, и адаптирането ѝ към различни нужди на съвременната публика – от високата култура до популярната музика.
По своя характер и изразни средства тя варира според регионите, в които е възникнала, затова е и разделена на няколко фолклорно-етнографски области.

## Основни характеристики
Традиционната българска фолклорна музика е предимно вокална, като инструменталният съпровод или изцяло инструменталните изпълнения са сравнително редки. Вокалната музика се изпълнява по-често от жени, а свиренето на инструменти е обикновено мъжко занимание.
В българската народна музика се използва голямо разнообразие от размери, но докато няколко преобладават, други почти не се срещат. Най-широко разпространен е простият размер {\displaystyle {\frac {2}{2}}}, в който са мнозинството от всички записани мелодии. Характерни и повсеместно разпространени са сложните неравноделни размери, като {\displaystyle {\frac {7}{16}}} ({\displaystyle {\frac {3+2+2}{16}}} и {\displaystyle {\frac {2+2+3}{16}}}), {\displaystyle {\frac {8}{16}}} ({\displaystyle {\frac {3+2+3}{16}}} и {\displaystyle {\frac {2+3+3}{16}}}), {\displaystyle {\frac {9}{16}}} (най-често {\displaystyle {\frac {2+2+2+3}{16}}}) и дори многовременните {\displaystyle {\frac {14}{16}}} и {\displaystyle {\frac {15}{16}}}. Петвременните размери най-често са във варианта {\displaystyle {\frac {2+3}{16}}}, като {\displaystyle {\frac {3+2}{16}}} се среща много рядко, с изключение на Родопската област. Размерите {\displaystyle {\frac {3}{4}}} и {\displaystyle {\frac {4}{4}}} са редки и нехарактерни за българската фолклорна музика. Разпространени са бавните безмензурни песни без отчетлив ритъм.
По отношение на тоналността преобладават дорийският и фригийският лад, срещат се също еолийски, хипофригийски, хиподорийски и миксолидийски лад, както и ориенталски ладове. По отношение на амбитуса мелодиите са сравнително тесни, най-често до квинта и секста, но също до кварта и терца. Срещат се също мелодии до нона и дори до децима, както и до секунда и прима (монотонни). Като цяло тесният амбитус е характер за по-стари песни, често свързани с определени обреди.
Мелодиите обикновено са кратки и се понижават към края, или, когато това не е така, завършват на височината на началото или малко под него. Типично мелодиите са разделени на два равни периода, идентични или леко модифицирани, с цезура помежду им, като всеки от тях съответства на стих от текста. Обичайно е разнообразяването на мелодията чрез вмъкване на думи с изменен ритъм в крайната стъпка на втория период или в началната стъпка на първия или втория период, като този подход е особено чест при рефрените от цели стихове.
Вокалната музика е предимно едногласна, включително при антифонно изпълнение, което е често срещано при хороводните песни. В същото време определени видове песни в някои региони, главно в Западна България, са двугласни, като двата гласа имат специфични означения – изпълнението на първия глас се нарича водене или окане, а на втория – тресене, одене или влачене. Обикновено тези двугласни мелодии имат тесен амбитус и започват в унисон, след което двата гласа се разделят, периодично се доближават и отново се събират в края. Вторият глас обикновено следва първия на един или два тона по-ниско, но понякога поддържа един постоянен бурдониращ тон.
Българската народна музика обикновено се класифицира в няколко основни групи според традиционната функция на мелодиите. Музиката, свързана с определени празници и обичаи, типично е вокална, с кратки и прости мелодии с ограничен амбитус, и е смятана за най-архаична. Друга група са песните, свързани с различен вид работа (не задължително по тематика), които най-често са безмензурни или речетативни и се характеризират с богато орнаментиране. Трета голяма група са хороводните мелодии, ритмични и с относително проста метрика.

## Български фолклорни области
България е разделена в няколко етнографски области, всяка от които има своите особености по отношение на песенно-танцовия фолклор. Най-общо фолклорните области в България са седем:
- Северняшка

Северняшката фолклорна област обхваща Северна България (без Лудогорието и Южна Добруджа). Географски областта включва две подобласти – Дунавската равнина и северната част на Старопланинската зона. Границите на областта се очертават на север от румънската граница, на юг от Стара планина, на запад от сръбската граница и на изток от Южна Добруджа, Лудогорието и Черно море.
- Добруджанска

Добруджанската фолклорна област заема територията на историко-географската област Добруджа (вкл. Лудогорието), която освен в България се намира и в Румъния. На север е оградена от Дунав, на юг и запад от Северняшката фолклорна област, а на изток от Черно море.
- Шопска

Шопската фолклорна област включва земите на областта Шоплук, която освен в България се намира и в Сърбия и Северна Македония.
- Тракийска

Тракийската фолклорна област обхваща историко-географската област Тракия (без Родопите и Странджа), която освен в България се намира и в Турция и Гърция. Най-вече заради различия в танцовия фолклор обикновено бива поделена в две подобласти, едната подобласт включва Пазарджишко и Пловдивско, а другата Старозагорско, Хасковско, Ямболско, Сливенско, северната част на Бургаско, южната част на Лозенградско, вилаетите Родосто и Одрин и демите Орестиада и Димотика.
- Странджанска

Странджанската фолклорна област заема територията на планината Странджа, която освен в България се намира и в Турция. По отношение на танцовия фолклор не се различава особено от този в източната част на Тракия, поради което понякога е разглеждана като трета подобласт на Тракия. И все пак музикалният фолклор на Странджа е доста характерен и различим от този в източната част на Тракия, вследствие на което много изследователи я разглеждат като отделна фолклорна област.
- Македонска

Македонската фолклорна област включва земите на почти цялата историко-географска област Македония, която освен в България се намира и в Гърция и Северна Македония.
- Родопска

Родопската фолклорна област обхваща планината Родопи, която освен в България се намира и в Гърция.

## Български народни танци
Северняшка фолклорна област
- Търновско хоро
- Ганкино хоро
- Дайчово хоро
- Дунавско хоро
- Еленино хоро
- Пайдушко хоро
- Чичово хоро
- Ситно влашко
- Кулско хоро
- Черкезко хоро
- Кайма
- Грънчарско хоро
- Денинка (Денино Хоро)
- Шира
- Изручанка

Добруджанска фолклорна област
- Варненско хоро
- Ръченик
- Сборенка
- Ръка
- Опас
- Панделаш
- Куцата
- Сей сей боб
- Данец
- Джоката

Шопска фолклорна област
- Граовско хоро
- Шопска ръченица
- Кюстендилска ръченица
- Йовино хоро
- Селско шопско
- Ситно шопско
- Цоне, Мило чедо
- Петрунино хоро
- Годечко хоро

Тракийска фолклорна област
- Право тракийско хоро
- Чапраз
- Криви хора
- Криво пловдивско хоро
- Буенек
- Тракийска ръченица
- Трите пъти
- Джиновско хоро (Касъмската)
- Седи Донка
- Чирпанско хоро

Странджанска фолклорна област
- Трите пъти
- Прави хора
- Филек
- Нестинарски танци

Македонска фолклорна област
- Ширто
- Гинка
- Арап
- Испайче
- Малешевско хоро
- Мелнишко хоро
- Джангурица

Родопска фолклорна област
- Сворнато хоро
- Минка
- Бачовско хоро
- Енино хоро
- Чукано хоро

## Български народни инструменти
В българската народна музика се използват пет основни народни музикални инструмента: гайда, кавал, гъдулка, булгарина (тамбура) и тъпан. Други характерни за отделните фолклорни области инструменти са: тарамбука, дудук, овчарска свирка, двоянка, окарина, хармоника, цафара, бръмбазък, медни звънци/чанове/, зурна и др. Някои от инструментите са характерни за почти цялата територия на България, а други са съсредоточени в определена фолклорна област. Така например цафарата е характерна само за северняшката фолклорна област, хармониката само за добруджанската фолклорна област, тарамбуката и зурната за македонската фолклорна област (заради по дългото робство), чановете за родопската фолклорна област и т.н. Материалите, от които са произвеждани тези инструменти, са най-често дърво, кожа, волски или конски косъм при някои струнни инструменти, метал при бръмбазъка и чановете, глина при окарината. Хармониката има по-сложно устройство и е направена от повече материали. Повечето от народните инструменти са духови (кавал, гайда, дудук, овчарска свирка, двоянка, окарина, цафара, зурна). Към струнните се причисляват гъдулката (струнни лъкови), както и тамбурата и бръмбазъка (струнни дърпащи), а към ударните – тъпан, тарамбука и чанове. Двоянката е двугласен инструмент. Хармониката в Добруджа наподобява акордеон, но в десния мануал вместо клавиши има бутони. Подробно описание на инструментите ще намерите в разделите за отделните фолклорни области.

## Носии
- Северняшка

Женската северняшка носия е двупрестилчена и се състои от предна и задна (бръчник) част, бродирана престилка, бяла памучна бродирана риза с дантела на ръкавите и пола с червен вълнен бродиран колан.
Мъжката северняшка носия е белодрешна на запад от Искър (с тесни и плитки в горната си част гащи, наричани или беневреци или чешири, както и горна бродирана дреха с ръкави до лактите или без ръкав, без яка) и чернодрешна на изток.
- Добруджанска

Женската добруджанска носия се състои от червен сукман с бродерия (може пола и елече), дълга бяла памучна риза, черна вълнена престилка с бродерия, жълта кърпа с копринени ресни за главата и коланче. Среща се и шапка като гребен на петел (качуло).
Мъжката носия е чернодрешна, която се състои от черен панталон (гащи, потури), бяла памучна риза с бродерия на пазвата, вълнен червен пояс, характерна кърпа за главата и специфични дебели калцуни.
- Шопска

Женската шопска носия се състои от черен или син вълнен сукман с бял и червен гайтан (плетен на плитка вълнен шнур), дълга бродирана риза от бял памучен плат, чиито ръкави се разширяват надолу, черен или син вълнен пояс с бял и червен гайтан.
Мъжката носия е белодрешна и се състои от черен или син елек с гайтан, бяла памучна бродирана риза, беневреци с бял или черен гайтан, черен или червен вълнен пояс.
- Тракийска

Най-типичните народни носии за Тракийската област са женската сукманена и мъжката чернодрешна.
Сукманената женска носия е най-носената из цяла България. Състои се от бяла памучна риза и сукман, с типичните за всеки регион бродерии. В Тракийската област имаме богатство на бродериите и орнаментите. Най-често сукманът е без ръкави, но на някои места се среща с къс и дори с дълъг ръкав.
Мъжката чернодрешна носия се състои от бяла памучна риза, отново богато орнаментирана с типичните бродерии, тъмни потури и елек, който е също декориран.
- Странджанска

Женската носия спада към сукманената, която се състои от риза, сукман (вълнена тъмноцветна дреха със затворена туникообразна кройка), предна престилка (прегач, фуста) и вълнен пояс с червен, оранжев или тъмновинен цвят. Предимно полите и пазвите на сукмана са с украса, изработена с везмо или с пришиване на цветни сукна. Украсата представлява сплетени разноцветни върви, гайтани, плетеници или дантели. Престилката обикновено е цветна, изпъкваща на черния фон на сукмана. Съчетава цветове като червено, зелено, жълто, бяло. Може да има и бродерия.
Мъжката носия спада към чернодрешната. Състои се от риза, горна дреха (елек, антерия, аба от черен вълнен шаяк), потури (шалвари, гащи, чешири), червен пояс, черен калпак. Абата е къса до пояса вълнена дреха, без или с ниска яка, която приляга до тялото. Ръкавите ѝ са дълги и тесни. Потурите са широки, с увиснало дъно между краката, отпред или отзад, от черен гайтан и са богато украсени.
- Македонска

Македонската женска носия се състои от риза (кошуля), сая като горна дреха (клашник; от бял памучен плат с къси ръкави), червен или на ивици вълнен пояс, тясна дълга престилка (прегач) с втъкани цветни растителни мотиви, накити (ушници – за главата, пафти – за кръста, пендари, колани), забрадка, дебели шарени чорапи, цървули.
Мъжката носия е белодрешна, лека, прилепнала към тялото и се състои от бяла риза, тесни крачоли от бял вълнен плат, прикачени с връв или ремък към поясната част (дзиври, ногавици), джамадан (къс вълнен елек), червен или тъмночервен вълнен пояс, чорапи, цървули, черен калпак.
- Родопска

Женската родопска народна носия има доза разлика при християнското и при мохамеданското население. Християнката облича сукманена носия от бяла риза, тъмен вълненик, червен пояс, връхна дреха и типичната, добре позната, престилка на оранжеви, жълти и червени квадрати. Забрадката е винено червена, носи красиви нанизи от пендари и танцува с вълнени шарени чорапи и обувки. Мохамеданката облича носия от бяла бродирана риза, бродирана атлазена (сатенена) дреха, шарен колан с пафти и отново престилка на квадрати и шарена триъгълна кърпа. На главата носи малка шапка (фесче) с наниз от парици, покрита с тестемел (дълга бяла кърпа). Атлазената дреха може да бъде заменена с шалвари и връхно елече.
Мъжката родопска народна носия е от типа чернодрешно облекло. Християнинът облича бяла риза, елек с черни гайтани по краищата и връхна дреха отгоре. Обува потури, червен пояс или бели навои около краката, присвити с черни върви. Носи намотан на врата шал, прехвърлен през рамо и калпак, още наричан гугла. Мохамеданинът облича същата носия. Вместо навои, обува шарени чорапи, а на главата носи фес или чалма.

## История
Още първите събирачи изследователи на песенния фолклор споменават имената на изявени певци и певици, от които събират песните си. Братя Миладинови събирали песни от Дена Кайванова от Струга, Гюрга Котева от Прилеп и Мария Хаджитомова от Панагюрище. Една от най-забележителните певици, които познава историята на българския фолклор, е Дафина от Сер, открита от Стефан Веркович. За нея той пише в предговора на сборника си „Народни песни на македонските българи“. Още през 1855 година Безсонов споменава за прочутия певец дядо Кольо от Търновско. За забележителната певица Достана Стоева от Ярлово, Самоковско, пише Кузман Шапкарев. От епохата на Възраждането е известна певицата Елена Янкова от Ямбол. Д-р Стоян Ватев споменава трима певци от Софийско: Жоте Илков, Вуче Ангелков и Тоне Митров. В своя труд „Фолклор от Еленско“ проф. Михаил Арнаудов споменава прочутата народна певица баба Николица Кочанката, доживяла 110 години, както и певицата Стояна Драгостинова. В трудовете на Арнаудов се споменават имената на Васил Димов от Тетевенско, Дони Донев, Безцена Софрева и др. Интерес за фолклористите са и три певици от село Дерманци, Луковитско, Цона Бенова, Лалка Пантовска и Пена Грозева. Песни от Копривщенско са записани от певицата Златка Цицелкова-Божкова, а добре изучен и систематизиран е репертоарът на дядо Вичо Бончев от Чирпан. Песните на тези певци са записани само като словесен текст и ноти, без звуконосители.
През 1904 година английската компания „Грамофон Къмпани“ организира първите записи на грамофонни плочи на народна музика в България, изпълнявана от Салонния оркестър на Херцфелд, оркестрите на Българското тамбурашко дружество и Лейбгвардейския конен полк и индивидуални изпълнители.
Първите сведения за професионални концертни изпълнители на народна музика са от 20-те години на XX век, а през 30-те години вече има известни изпълнители, като кавалджиите Неда Кирова, Георги Кехайов, Драган Карапчански, Станил Паяков, Иван Мечкаров, Никола Ганчев, Стоянка Карапавлова, Тодор Прашанов, Кольо Вангелов, които провеждат турнета из страната. През 1928 година Борис Цонев създава първата професионална група за народни танци, която по-късно преобразува в ансамбъла „Българска китка“, с който провежда турнета и извън България.
В началото на XX век с навлизането на звукозаписната и грамофонната индустрия са запазени изпълнения на изявени за времето си певци и певици: баба Наста Павлова, Гергана Цекова, Иванка Георгиева, Атанас Вельов, Марга, Йордан Бонев, Цонка Петрова, Паруш Парушев, Георги Низамов, Марко Иванов, Пейо Николов, Гуди Гудев, Маша Белмустакова, Христо Арсов, Кина Кирилова, Надка Златева.
Особено силно е така нареченото „Златно поколение“ народни певци и певици. Някои от тях стават известни с плочите си още през 30-те години на XX век. Това са Борис Машалов, Гюрга Пинджурова, Атанаска Тодорова, Мита Стойчева, Вълкана Стоянова, Йорданка Илиева.
През 50-те и 60-те години стават известни Йовчо Караиванов, Кайчо Каменов, Радка Кушлева, Иван Пановски, Пенка Павлова, Магда Пушкарова, Соня Кънчева, Верка Сидерова, Комня Стоянова, Лалка Павлова, Костадин Гугов, Георги Чилингиров, Ева Георгиева, Стайка Гьокова, Павел Сираков, Славка Секутова, Илия Аргиров, Руска Стоименова, Димитрина Кунева, Роза Цветкова, Руска Божилова, Стефка Съботинова, Крум Янков, сестри Кушлеви.
През 70-те изключително силно е присъствието на Надка Караджова, Надежда Хвойнева, Кремена Станчева, Василка Андонова, Олга Борисова, Янка Рупкина, Калинка Вълчева, Иван Кремов, Недялка Керанова, Павлина Горчева, Бойка Присадова, Любка Рондова, Лиляна Галевска, Елена Граматикова, Анастасия Костова, Иван Георгиев, Валя Балканска, Христина Лютова, Татяна Сърбинска, Калинка Згурова, трио „Българка“, квартет „Славей“, орк. Канарите.
През 80-те години се налагат имената на Бинка Добрева, Тодор Кожухаров, Красимир Станев, Румен Родопски, Младен Койнаров, Динка Русева, Илка Александрова.
През 90-години се утвърждават Даниел Спасов, Галина Дурмушлийска, Добрин Добрев, Людмила Радкова, Радостина Кънева, Данислав Кехайов, Нели Андреева, Гуна Иванова, Тонка Колева, Стоян Варналиев, Фанка Койнарова, „Ева квартет“, „Българка джуниър квартет“.
Съвременни изпълнители на народна музика са Николина Чакърдъкова, Славка Калчева, Росица Пейчева, Поли Паскова, Николай Славеев, Димитър Аргиров, Филип Синапов, Нелина, Виевска фолк група, Поли Хубавенска и Румяна Попова, Райна Василева.
Първите записи на инструментална народна музика са осъществени в началото на XX век. През 30 години са осъществени много записи, излезли на грамофонни плочи. Сред тях се открояват имената на Рамадан Лолов, Кореняшката група на Карло, Бистришката четворка, Демир Чолаков, Ради Ангелов, Георги Коев, Бабака, Слави Велев, Ахмед Салиев, Тракийската тройка. По-късно изключителна популярност придобиват Борис Карлов, Ибро Лолов, Трайчо Синапов, Иван Шибилев.
През 1951 година е основан ДАНПТ „Филип Кутев“. Там се сформира и първият по-голям оркестър от народни инструменти. Сред музикантите на оркестъра се открояват Никола Ганчев и Илия Димитров. През 1952 г. е създаден Ансамбъла за народни песни на Българското радио. Неговите солисти Цвятко Благоев, Атанас Вълчев, Стоян Величков, Румен Сираков, Михаил Маринов, Йордан Цветков, Господин Станев, Нено Иванов, Димитър Лавчев стават изключително популярни. Днес в този оркестър свирят Недялко Недялков, Кръстьо Димов, Костадин Генчев, Любомир Владимиров. Особено силно в радиооркестъра е присъствието на композитора, диригента и акордеониста Коста Колев.
През 1960-те години се сформират и малки инструментални групи: Странджанската група, Тракийската тройка, групите на Атанас Вълчев и Цвятко Благоев. По това време се създават и първите формати на сватбарските оркестри – Садовската група, Първомайската народна група с ръководител Стойчо Кузмов и солист Стефан Филипов, Леновската народна група с ръководител Никола Янков-Леновеца.
През 1970 и 80 години е истинският бум на сватбарските оркестри – Конушенски народен оркестър, Асеновградска народна група, оркестрите „Козари“, „Канари“, „Марица“с ръководител Хари Асенов, „Славяни“ с ръководител акордеониста Недко Марков, оркестър „Тракия“ и Иво Папазов – Ибряма. В този период се утвърждават имената на Петко Радев, Емил Колев, Иван Милев, Димитър Пасков – Тигъра, Делчо Митев, Петко Дачев, Иван Хаджийски.
С опитите за модерно представяне на традиционния фолклор се свързват имената на Теодосий Спасов, Петър Ралчев, групите „Булгара“, „Икадем“, „Дива река“.

## Влияние върху други жанрове

### Класическа музика
Фолклорната музика оказва влияние върху българската класическа музика от времето на нейната поява. Първоначално то се проявява като интонационни заемки и преки цитати, най-често от народни песни, повлияни от мажорно-минорния подход, каквито присъстват в работи на ранни композитори, като Добри Христов, Емануил Манолов, Александър Морфов, Ангел Букорещлиев, Георги Атанасов.
От 30-те години на XX век интегрирането на фолклора в различни класически музикални форми се превръща в основен елемент от търсенето на национален стил в класическата музика. То играе централна роля в творчеството на много от водещите класически композитори от този период – Петко Стайнов, Панчо Владигеров, Веселин Стоянов, Любомир Пипков, Марин Големинов. Филип Кутев изгражда цялата си кариера около стилизацията на народната музика в академични форми.
През втората половина на XX век фолклорни елементи са интегрирани в работите на различни композитори, повлияни от авангардизма и поставангардизма. Сред тях са Васил Казанджиев, Димитър Христов, Иван Спасов, Стефан Драгостинов.

### Популярна музика
В българската популярна музика влиянието на народната музика се проявява най-често под формата на популярни аранжименти на народни песни, авторски песни с фолклорни мотиви и инструментални композиции, хибридизиращи народна музика с елементи на рок, поп, джаз и други популярни стилове.
Този процес започва през Междувоенния период, когато шлагерни певци и инструменталисти, като Алберт Пинкас, Марин Токушев, Рамадан Лолов, Ради Ангелов и Пейо Будаков, изпълняват преаранжирани народни песни. Малко по-късно се появяват и първите популярни песни с фолклорно звучене като различни версии на „Белите манастири“ или популяризираната от Аспарух Лешников „Зората пукна“. През втората половина на XX век преаранжирани народни песни или авторски песни с фолклорни мотиви записват поп и рок групи, като „Сребърните гривни“, „Щурците“, „Диана Експрес“, „Кукери“, „Старт“.

### Чуждестранна музика
Българските народни песни („Притури се планината“ в изпълнение на Стефка Съботинова и „Полегнала е Тодора“ в изпълнение на хора на ансамбъл „Филип Кутев“) звучат във филмите „Лионците“ и „Исус от Монреал“. Песента „Излел е Дельо хайдутин“ в изпълнение на Надежда Хвойнева е включена във филма „Сътворението“. Световноизвестният американски квартет „Кронус“ прави съвместни записи с „Мистерията на българските гласове“ по време на турнето им в САЩ през 1992 година. Песни на същия хор и солистката Олга Борисова са включени във филма „Бункер в хотел Паласт“. Италианската група „Елио елесторие тезе“ заедно с „Мистерията на българските гласове“ прави нов вариант на песента „Дилмано, дилберо“ – „Пиперо“. Гласовете на Надка Караджова, Анастасия Костова и Лиляна Галевска звучат в оперния спектакъл „Флама, флама“. Съвместни концерти с „Мистерията на българските гласове“ и с хор „Ангелите“ осъществява Боби Макферин. Изпълнения на Недялко Недялков са включени в световните музикални проекти „Богомилите“ и „Лукреция Борджия“. Снежана Борисова, Людмила и Даниела Радкови присъстват с гласовете и вокалите си във филмовата музика на Горан Брегович. Снежана Борисова прави специални записи за световната филмова продукция „Свети Павел“.
В два от албумите на Кейт Буш участва Трио Българка, а в първия сингъл от последния ѝ албум тя включва българската фолклорна хорова музика.
Песента „Пиленце пее“ от Мистерията на българските гласове може да бъде чута в песента на Jason Derulo – „Breathing“.